# Mataderos (Buenos Aires)
Mataderos es un barrio ubicado en la Comuna 9 de la Ciudad Autónoma de Buenos Aires, Argentina, en el límite oeste de la ciudad porteña. El barrio es popularmente conocido por la Feria de Mataderos y el Club Atlético Nueva Chicago.

## Historia
Es exactamente el punto en que por largo tiempo convivieron el campo y la ciudad, ya que allí se instaló, en 1889, el matadero de ganado vacuno. En ese establecimiento, se faenaban las reses destinadas al consumo interno y a la exportación. 
Cuando el barrio comenzó a poblarse con trabajadores atraídos por la nueva actividad, fue llamado "la Nueva Chicago", en alusión a la ciudad estadounidense, centro de la industria de la carne.

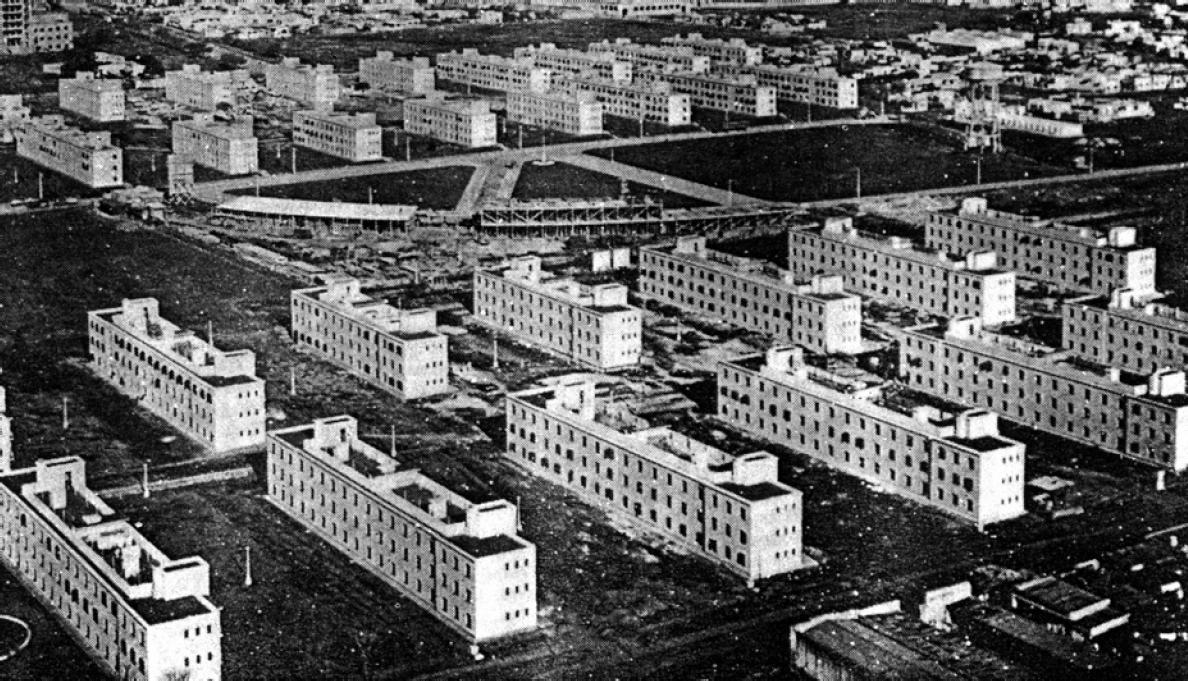
Vista del barrio Manuel Dorrego en construcción.

Durante la primera presidencia de Juan Domingo Perón se puso en marcha un extenso plan de vivienda social, gestionado por la Municipalidad de la Ciudad de Buenos Aires. Mediante este plan se construyeron en la ciudad 9 barrios, entre 1948 y 1954. Uno de los más importantes fue el Barrio Manuel Dorrego con 1068 departamentos
En las décadas de 1960 y 1970, Mataderos ocupó un lugar preponderante en la industria frigorífica argentina, con establecimientos industriales de la zona. En la actualidad conserva ese perfil de barrio industrial.
Mataderos es hoy una zona industrial de casas bajas, con tránsito pesado, y aunque cerraron los mataderos y sus corrales, se reverencia allí el pasado en el que se mezclaban en sus calles los gauchos que arreaban el ganado y los trabajadores urbanos. De hecho, en el edificio en el que funcionaba la administración del matadero, de inspiración italiana, funciona el Museo Criollo de los Corrales, donde se pueden ver sillas de montar, frenos, espuelas, boleadoras y otros objetos usados por los gauchos para sus faenas y diversión.
Todavía es incipiente  la construcción de edificios nuevos sobre las avenidas comerciales que surcan el barrio, como Alberdi o Directorio, y sus inmediaciones.

## Ubicación geográfica
El barrio de Mataderos está comprendido por las calles Av. Emilio Castro, Av. Escalada, Av. Eva Perón y Av. General Paz.
Limita con los barrios de Liniers al norte, Villa Luro al noreste, Parque Avellaneda al este y Villa Lugano al sur, y con localidades del Partido de La Matanza al oeste y sudoeste.

## Feria de Mataderos

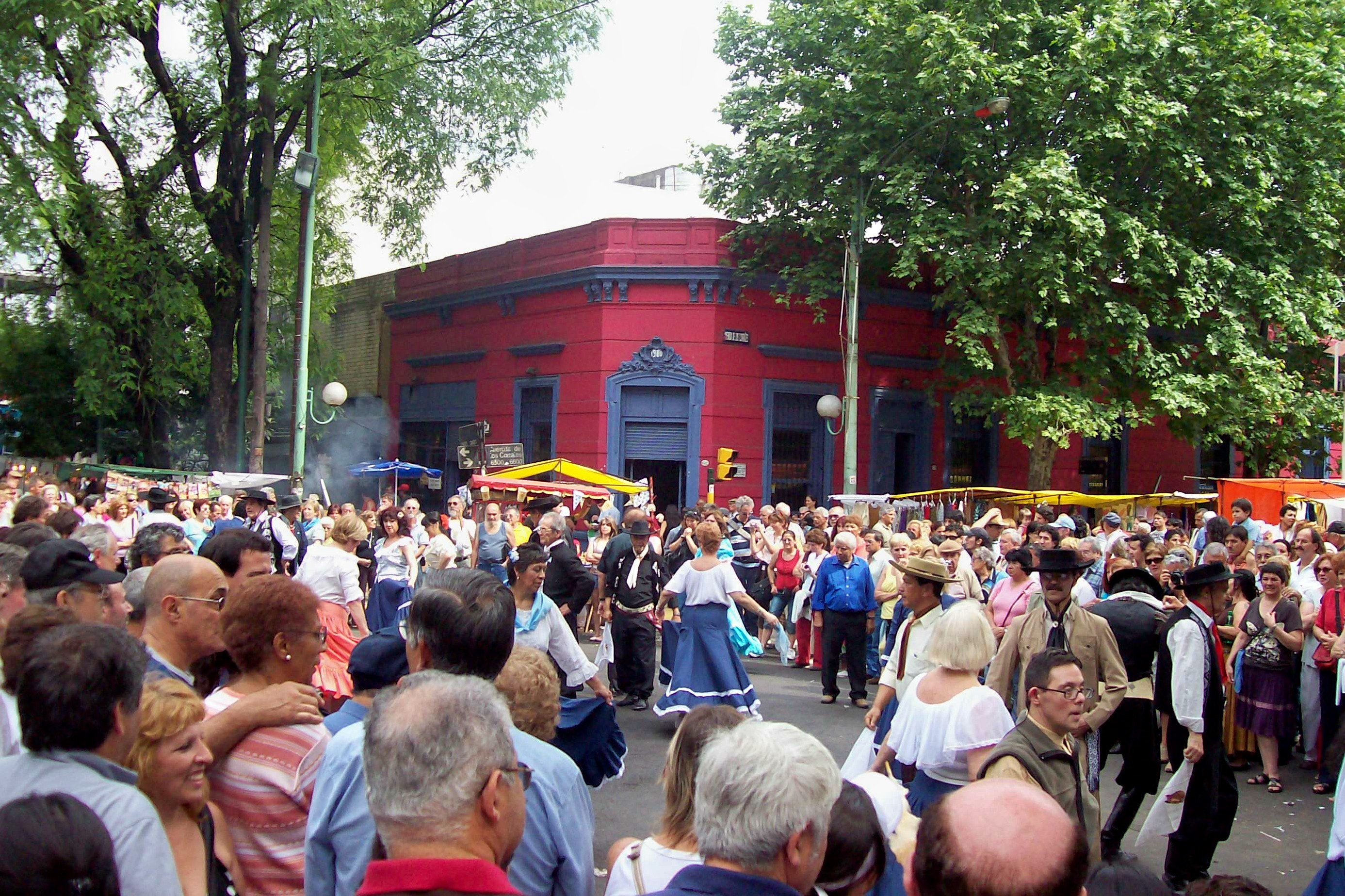
Baile durante la Feria de mataderos, en Lisandro de la Torre y "de los Corrales".

La recova del viejo mercado es además el núcleo de la Feria de las Artesanías y Tradiciones Populares Argentinas. Se inició el 8 de junio de 1986. Son más de 300 puestos en los que se venden comidas y artesanías gauchescas y que convocan a miles de vecinos de la ciudad y turistas. En la Feria se realizan también espectáculos de doma de potros, lazo, corridas de caballos y "guitarreadas", reuniones de canto y danzas tradicionales. 
La Feria se convirtió en un paseo tradicional, en el que se comen empanadas (envoltura de masa de pan rellena de carne picada y condimentada, horneada o frita) y locros (guisado a base de maíz), se pueden comprar mantas, ponchos y objetos de cuero y plata, y escuchar recitales de los más destacados músicos folclóricos.

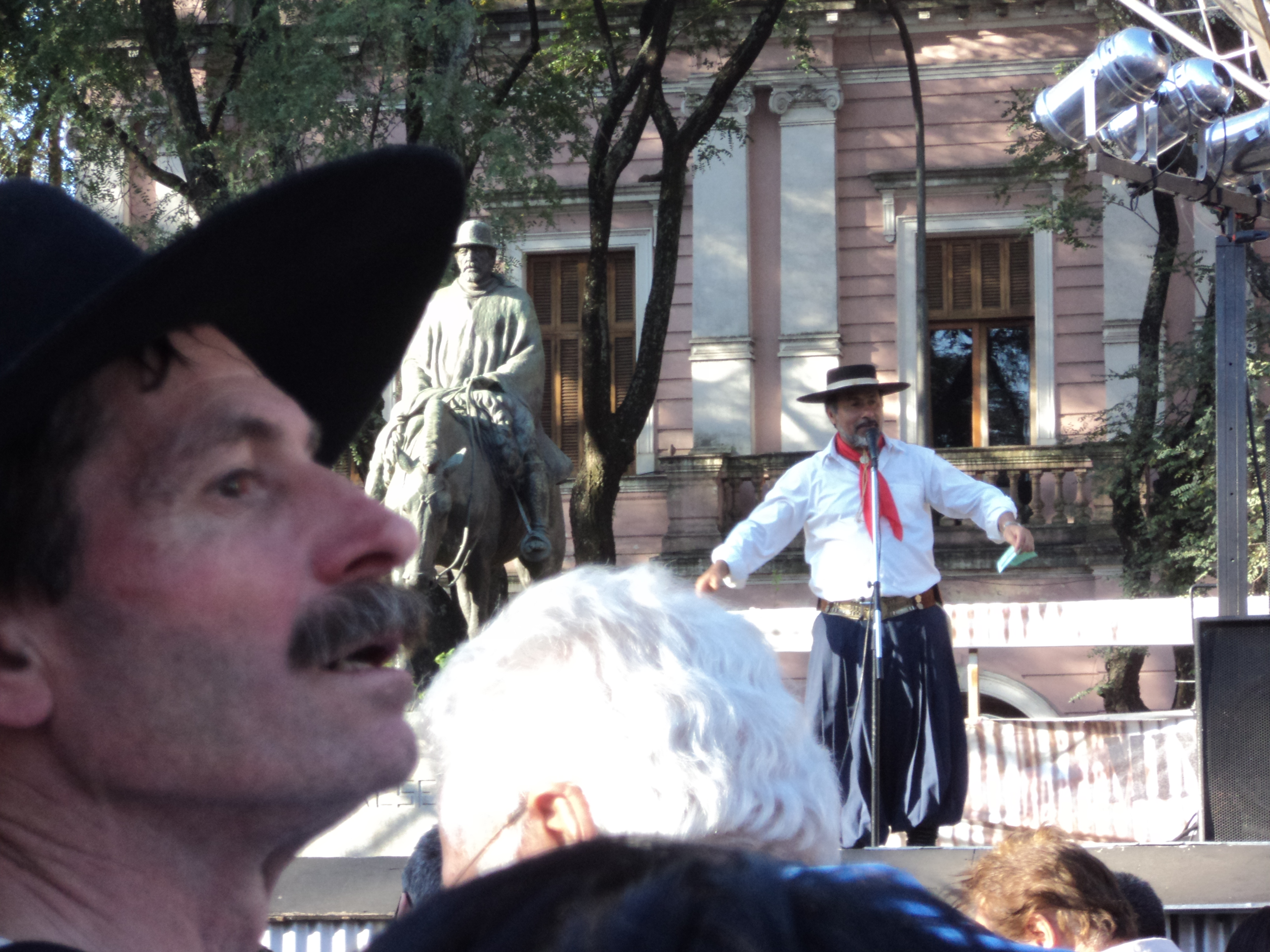
Gauchos en Mataderos

## Cultura
Geno Díaz, fue un dibujante y escritor célebre por sus cuentos referidos al barrio. Él era de Oliden y Tapalqué. En su libro Bazar de 0,95 o bien La cueva del chancho se pueden leer muchísimas historias de este barrio.
Uno de los personajes más representativos del barrio fue el boxeador Justo Suárez (1909-1938), conocido como "El Torito de Mataderos".
La ciudad de Buenos Aires albergó desde 1896 unas doscientas salas que formaron parte de la cultura porteña. El cine fue uno de los principales ejes de consumo cultural. Cada barrio ostentó al menos un cine y el consumo era democrático e inclusivo, ya que la presencia de los cines de barrio facilitaba el acceso a los sectores populares a las salas. Mataderos, llegó a albergar seis cines: California, Gran Buenos Aires, El Plata, Alberdi, Oliden y Nueva Chicago. 
El cine El Plata, ubicado en la Av. Alberdi al 5700, abrió sus puertas en el año 1945 y desde sus inicios fue el orgullo de los vecinos. Conocido como “el Gran Rex de Mataderos”, de estilo art decó, con una sala con capacidad para 1500 espectadores, 800 en la platea de planta baja, y el resto entre pullman y superpullman. El Plata tenía la particularidad de estrenar en simultáneo las películas con los cines del centro de la Ciudad de Buenos Aires. En 1987 cerró el cine El Plata y su edificio fue luego utilizado como depósito de Fontana, una reconocida tienda de electrodomésticos del barrio. En el año 2004, comenzó el movimiento por la recuperación del cine El Plata. Algunos vecinos encabezaron este proceso logrando reunir miles de firmas bajo un petitorio que fue presentado en la Legislatura porteña, logrando que ésta declarara la recuperación del cine El Plata de interés cultural e instara al Ejecutivo sobre la compra para su puesta en valor y posterior reapertura. El 18 de julio de 2011 queda habilitada una micro sala para 170 personas, en la antigua Súper Pullman, baños y ascensor. Durante estos años se proyectaron películas nacionales y se abrieron las puertas para exposiciones fotográficas. En la actualidad se proyectan obras de teatro y piezas de baile tales como la milonga.

## Clubes
- El club de fútbol del barrio, participante de los torneos profesionales de la Asociación del Fútbol Argentino, es el Club Atlético Nueva Chicago. El equipo es conocido en el ambiente futbolístico como "El Torito". Asimismo, el barrio cuenta con una institución barrial, el club José Hernández, que participa en la Liga Metropolitana de básquet organizada por FEBAMBA, pero que ha logrado llegar hasta la liga federal de básquet, la tercera división del básquet argentino. En el vóley, por su parte, el Club Glorias Argentinas participa en la división más alta de la Federación Metropolitana de Voleibol, la División de Honor.

## Personajes de Mataderos
Extraídos de la lista de "prominentes ciudadanos de Mataderos", se encuentran
- Andrés Muschietti, director de cine, guionista y dibujante.
- Agustin Portela, director de videoclips musicales y director de cine.
- Bárbara Muschietti, productora de cine.
- Jorge H. Andrés, periodista, crítico musical.
- Adolfo García Grau, actor.
- Tormenta, cantante y compositora
- Pedro Inchauspe, maestro, escritor.
- Juan Carlos Copes, bailarín.
- Geno Díaz, escritor.[5]
- Justo Suárez, boxeador.
- Guillermo Saccomanno, escritor.
- Gustavo Napoli, alias Chizzo, cantante.
- Saúl Ubaldini, sindicalista.
- Osvaldo Manno, escritor contemporáneo.
- Esteban Guerrieri, automovilista internacional.
- "Tito" Bessone, automovilista, campeón de Turismo Carretera y Turismo Competición 2000.
- "Cocho" López, automovilista internacional.[6]
- Los Dukes conjunto musical de principios de los 60.
- Memphis la Blusera, conjunto musical de Blues Boggie y Rock.
- La Renga, conjunto de Rock.
- Nicolás Cabré, actor.
- Marcelo Luján, escritor.
- Hugo Asencio, escritor, guionista, actor, director teatral y autor argentino.

## Ubicación geográfica
| Noroeste: Lomas del Mirador (La Matanza) | Norte: Liniers    | Nordeste: Villa Luro       |
| Oeste: Lomas del Mirador (La Matanza)    |                   | Este: Parque Avellaneda    |
| Suroeste: La Tablada (La Matanza)        | Sur: Villa Lugano | Sureste: Parque Avellaneda |

## Galería de imágenes

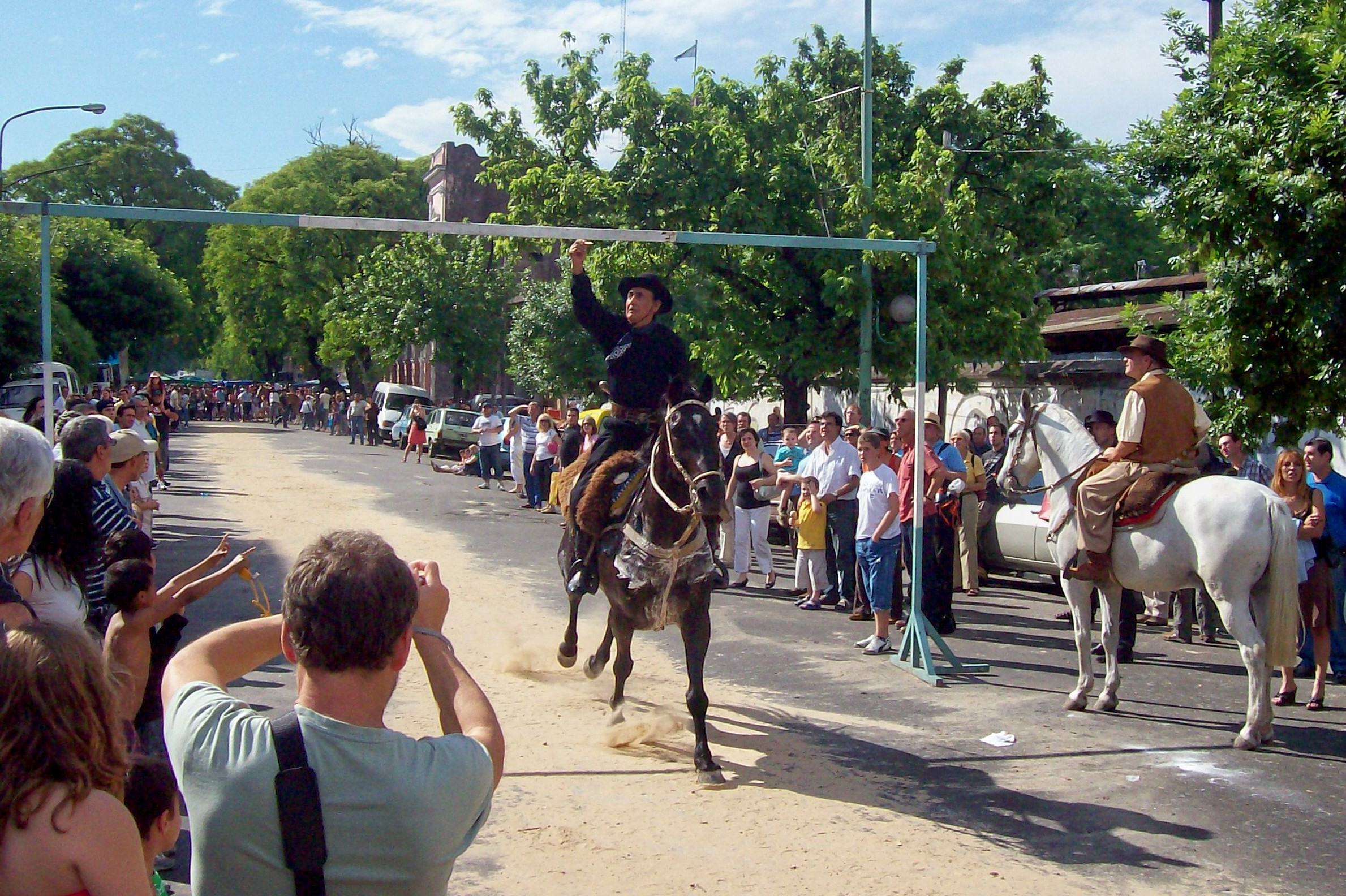
Corrida de sortija durante la feria de Mataderos.
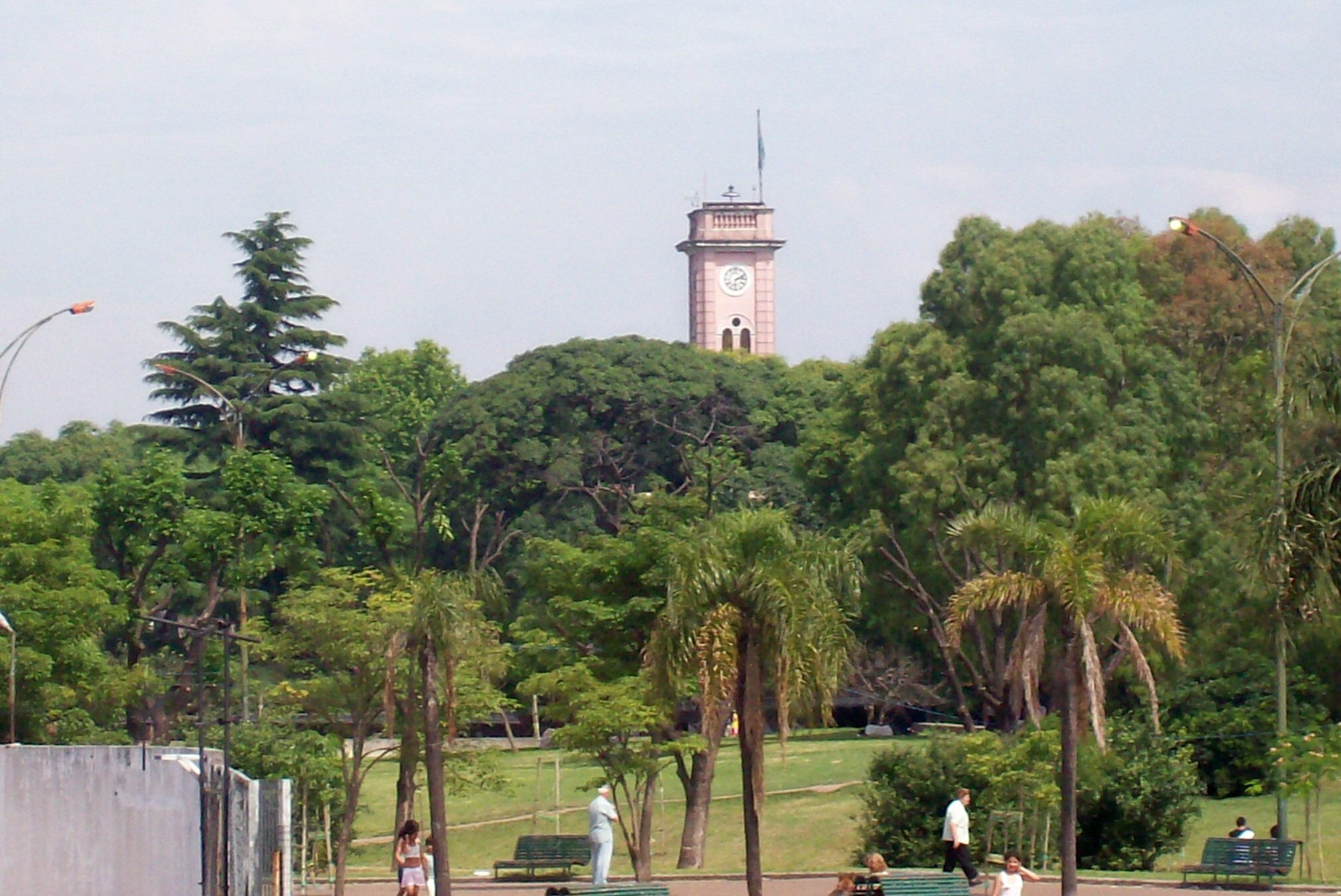
Torre del ex Mercado Nacional de Hacienda, en Mataderos.
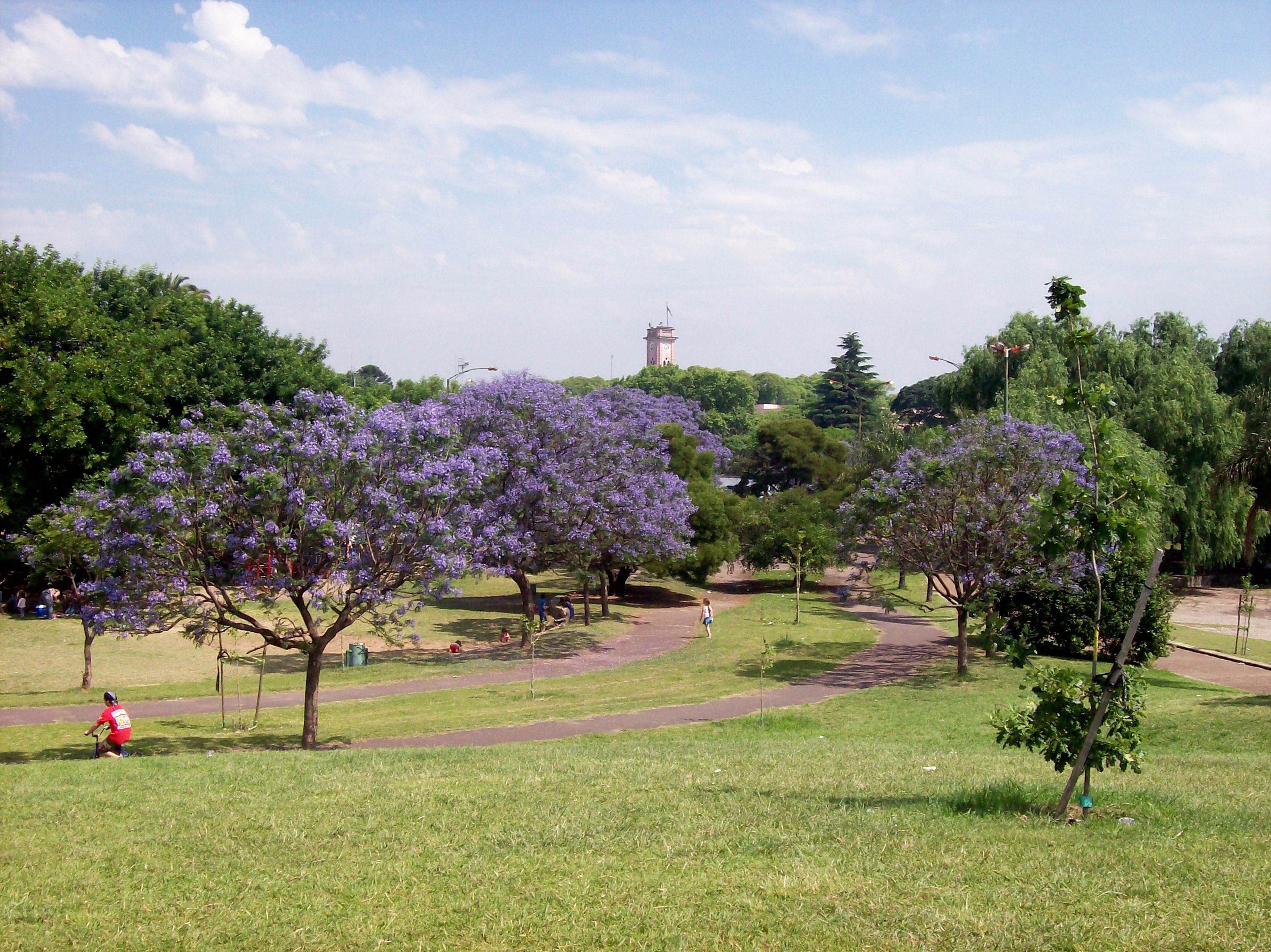
Parque Alberdi, Mataderos.
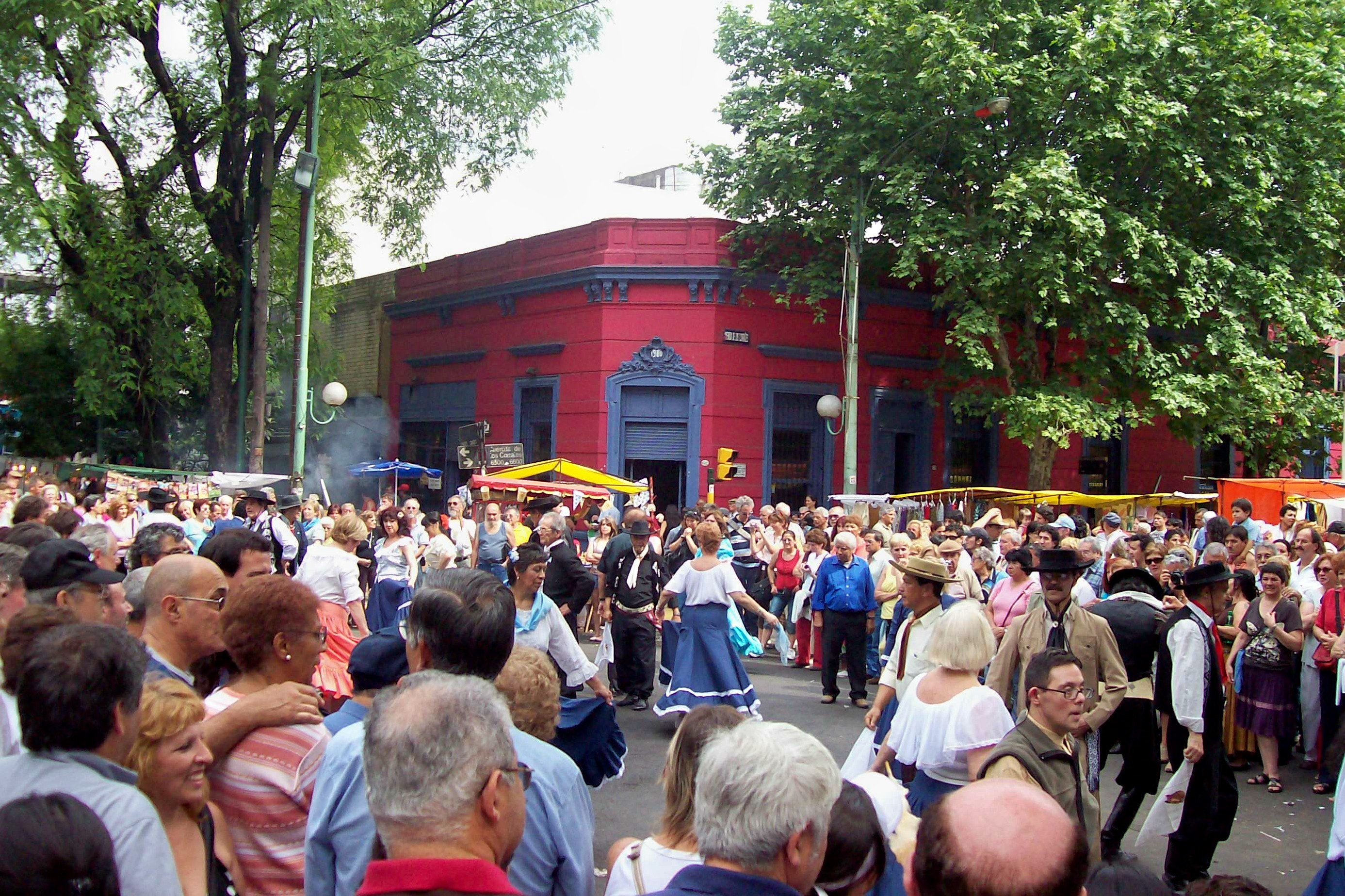
Baile durante la Feria de Mataderos, en Lisandro de la Torre y de los Corrales.
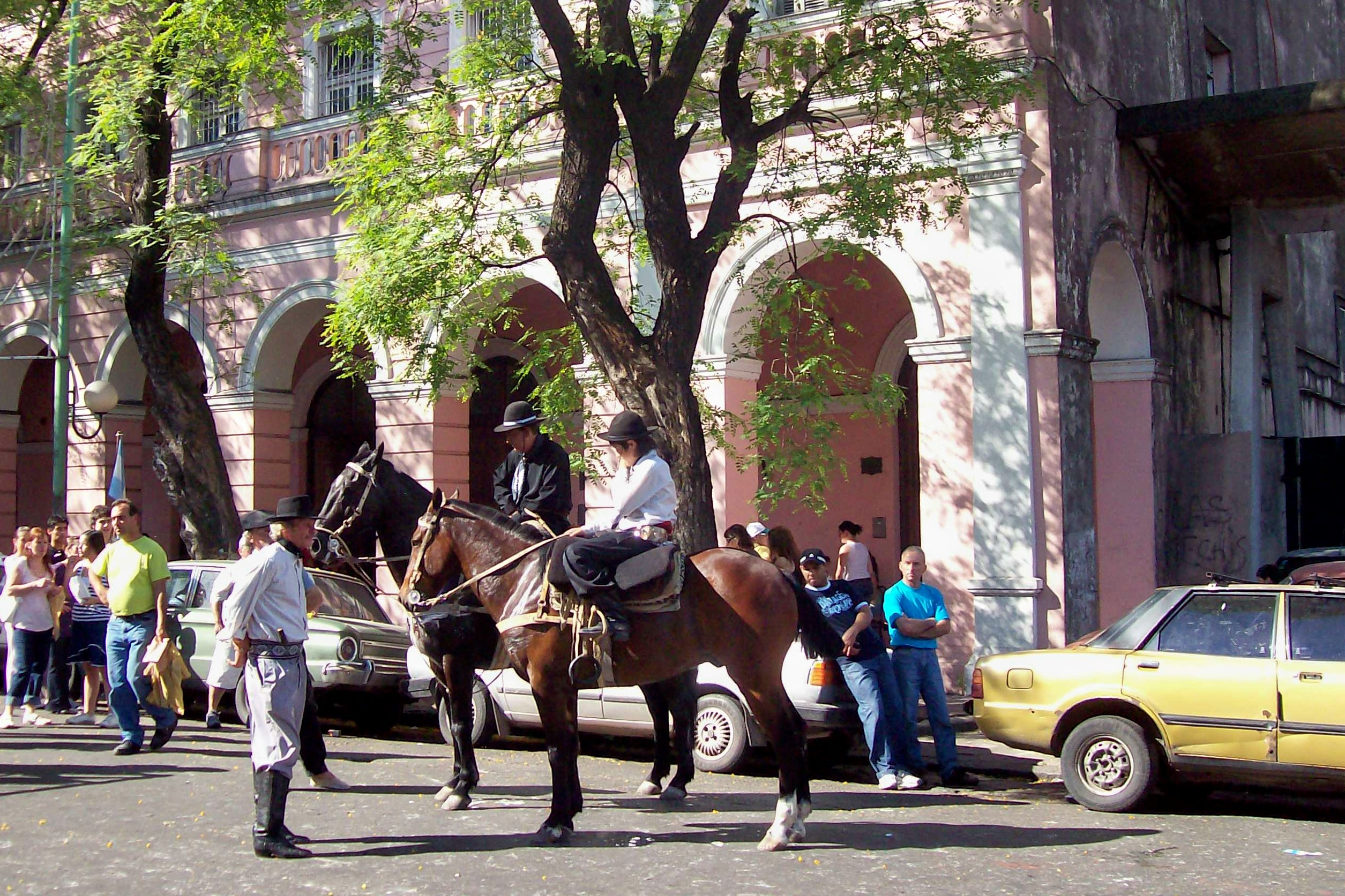
Gauchos en la Feria de Mataderos.
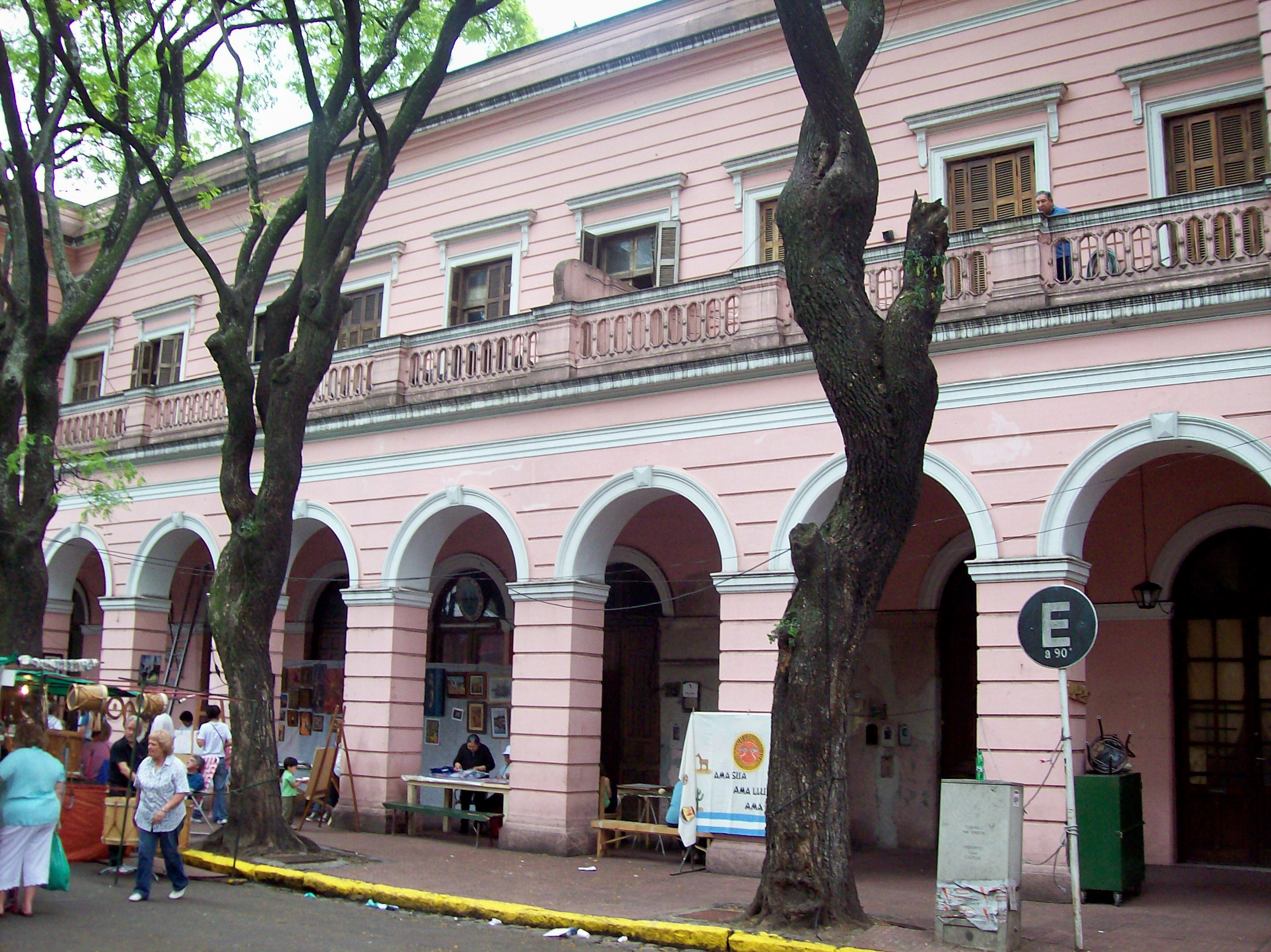
Galería del ex Mercado Nacional de Hacienda.
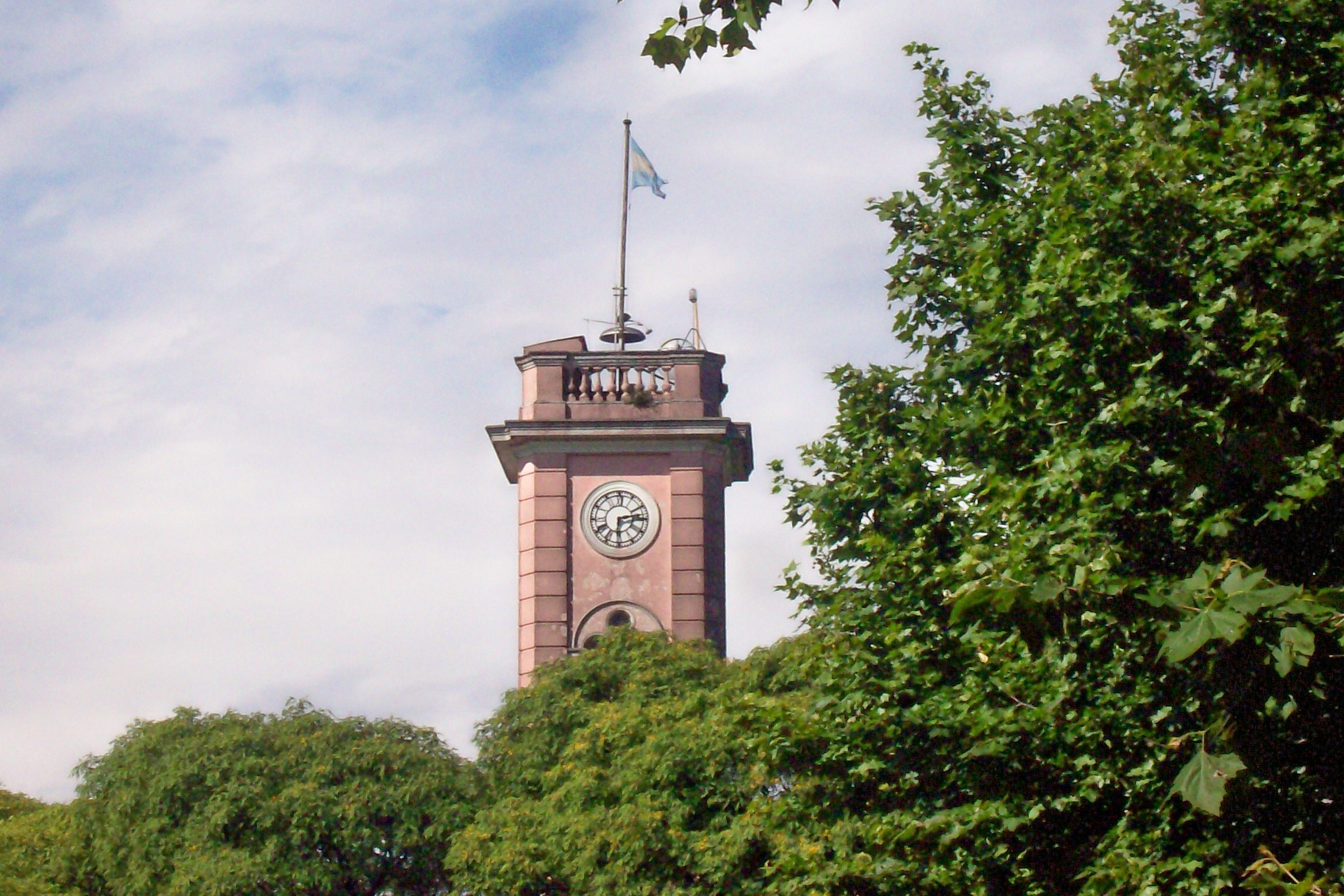
Torre del ex Mercado.
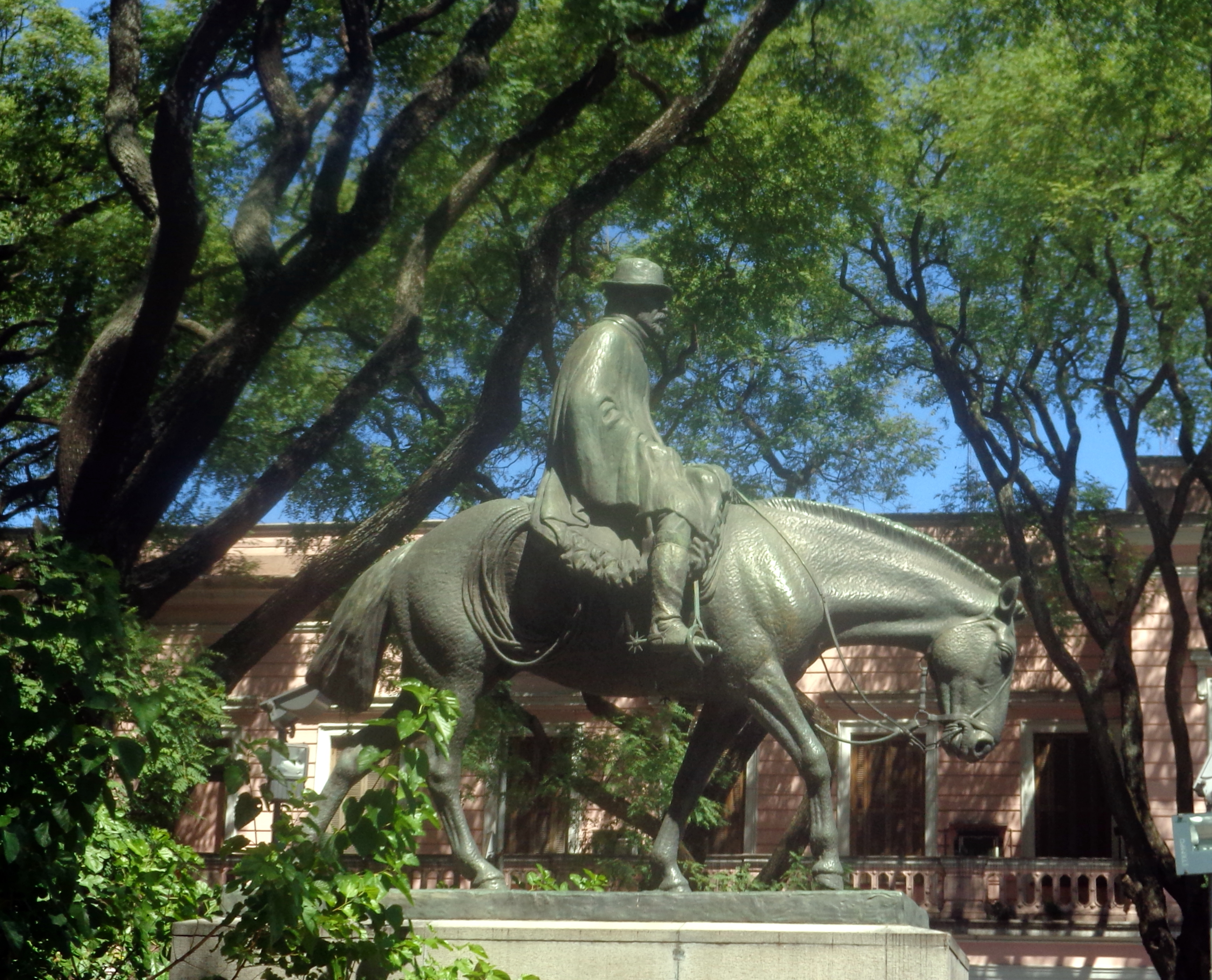
Monumento "El Resero".